# Satureja thymbrifolia
Satureja thymbrifolia là một loài thực vật có hoa trong họ Hoa môi. Loài này được Hedge & Feinbrun miêu tả khoa học đầu tiên năm 1969.